# Carlo Lodoli

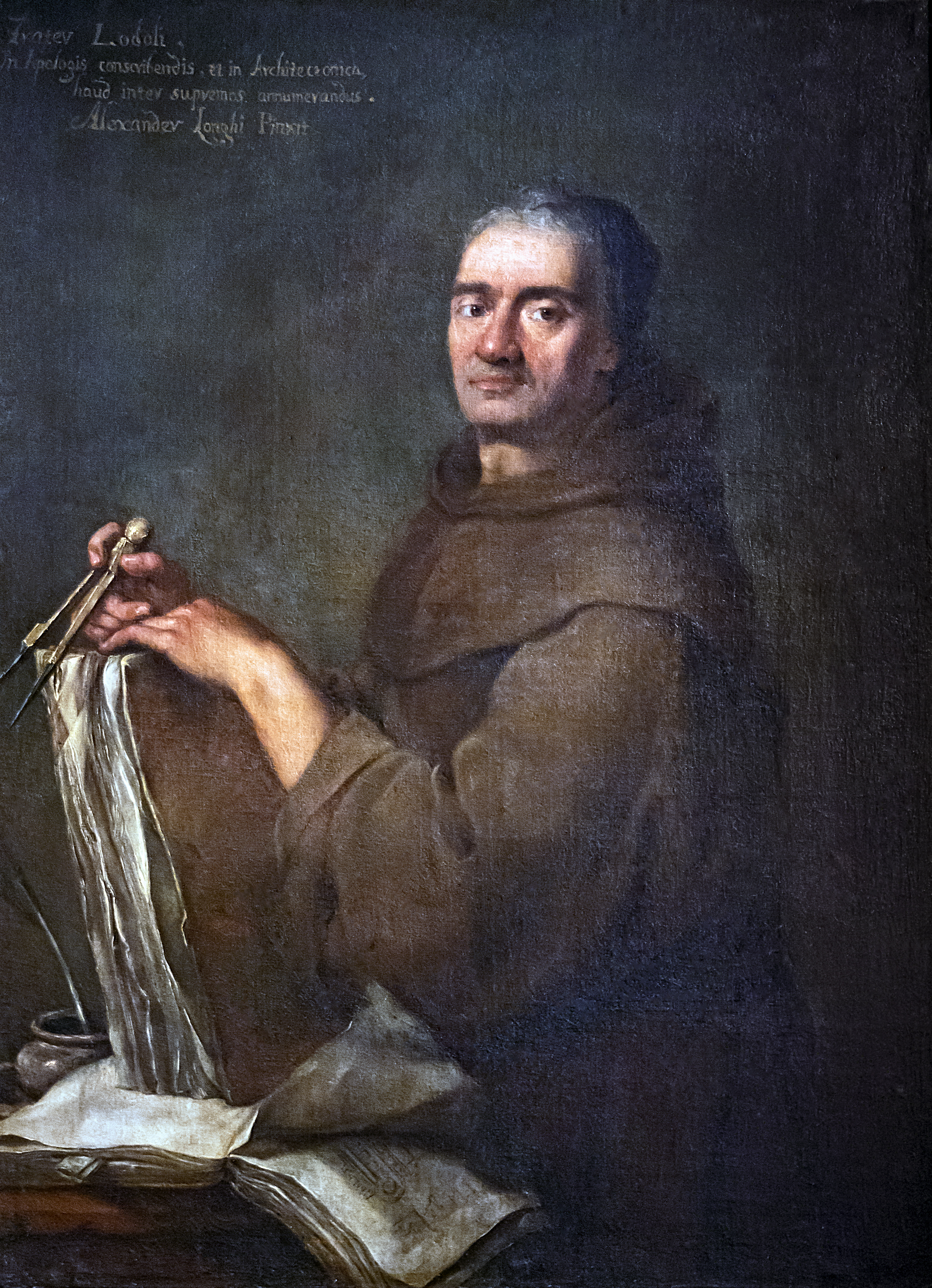
Carlo Lodoli por Alessandro Longhi

Carlo Lodoli (1690-1761), fue un matemático y clérigo veneciano. Le da a la arquitectura el concepto de razón. En realidad no escribió nada, ya que fueron sus discípulos Francesco Algarotti (Ensayo sobre la arquitectura, 1753) y Andrea Memmo (Teoría sobre la arquitectura lodoliana, 1786) quienes lo hicieron. Ello le sirvió el sobrenombre de el Sócrates de la Arquitectura.
Sus autores preferidos eran Galileo Galilei, Bacon y Vico. Era padre franciscano del convento de San Francesco della Vigna en Venecia y mantuvo en vida contacto con personajes de la talla de Montesquieu y Scipione Maffei.
Sus ideas respecto a la arquitectura eran incluso más radicales que las del abate Laugier y llegó a negar la autoridad de Vitruvio.
Lodoli distingue dos tipos de racionalidad:
- Racionalidad constructiva: mediante ella Lodoli nos intenta decir que cada material usado en el planteamiento arquitectónico debe actuar según su propia estructura y funcionamiento. La piedra debe ser piedra, actuar como tal y no intentar imitar a la madera como pasa en ocasiones en la arquitectura clásica(las columnas estriadas clásica imitan a la madera).
- Racionalidad representativa: la arquitectura debe crearse para una función determinada, la estructura de la producción arquitectónica debe crearse orientada a esa función para la que se planea y proyecta el edificio.

Lodoli hace una clara crítica de la arquitectura clásica debido a que para él ésta está falta de funcionalidad. Para Lodoli la construcción etrusca es la mejor manera de alcanzar una racionalización de la arquitectura. 
Es partidario de la sinceridad constructiva que implica una modernización de las teorías rigoristas.
- Datos: Q601642
- Multimedia: Carlo Lodoli / Q601642